# SNCF 241 P
Die Dampflokomotiven der Baureihe 241 P der französischen Staatsbahn Société nationale des chemins de fer français (SNCF) waren die letztgebauten Mountain-Lokomotiven (Achsfolge 2’D1’, französisch 241) in Europa. Diese Baureihe stellt die erste serienmäßig gefertigte „verlängerte Pacific“ in Europa dar. Die betriebsfähig erhaltene 241 P 17 ist derzeit die stärkste betriebsfähige Dampflokomotive in Europa.

## Geschichte
Die Lokomotiven wurde unmittelbar nach dem Ende des Zweiten Weltkriegs entwickelt, als dringend Lokomotiven für die schweren Schnellzüge auf den Hauptstrecken des französischen Eisenbahnnetzes benötigt wurden. Die 241 P stellt eine Weiterentwicklung der 1930 eingeführten Baureihe 241 C dar, die vor dem Krieg als Prototyp erschien. Aufgrund des Kriegsausbruchs wurde jedoch keine Serienproduktion dieser Baureihe mehr aufgenommen.
Betrieblich waren die Lokomotiven für die Bespannung von Schnellzügen vorgesehen, die mit bis zu 20 vierachsigen Reisezugwagen auf Strecken mit langen Steigungen, beispielsweise im Burgund, verkehrten. Gleichzeitig sollten sie schonend für den Oberbau und wirtschaftlich im Betrieb sein. Obwohl sie lediglich eine Leistung von 4000 PS erbrachten im Vergleich zur 242 A 1, die über 5000 PS leistete, waren sie den Anforderungen bei ihrer Betriebseinführung gewachsen. Die Lokomotiven 241 P 1–26 wurden der Region Sud-Est zugeteilt, während die Lokomotiven 27–35 der Region Nord zugeteilt wurden.
Die 241 P entstand zu einer Zeit, als die Elektrifizierung des französischen Schienennetzes bereits beschlossen war. Daher war sie von Anfang an lediglich als Übergangslösung bis zur Inbetriebnahme des elektrischen Betriebs vorgesehen. Mit dem Einsatz der ersten Elektrolokomotiven wurden die Maschinen schrittweise in die Regionen Est und Ouest versetzt, bevor sie schließlich auch dort von der modernen Traktion verdrängt wurden. Einige blieben der Region Sud-Est erhalten, wurden jedoch von der Ligne impériale (Paris–Lyon–Marseille) auf die Ligne du Bourbonnais (Paris–Clermont-Ferrand) verlegt.
Ihre bemerkenswertesten Leistungen erbrachten die 241 P gegen Ende ihrer Laufbahn, als sie einzeln für Doppeltraktionen der anfangs störanfälligen Diesellokomotiven der Baureihe A1AA1A 68000 einspringen mussten, um schwere Züge zu befördern. Aufgrund ihrer Leistung und Zuverlässigkeit waren sie beim Personal geschätzt. Die als deux-cent-quarante et une P (une, da locomotive feminin ist) bezeichneten Maschinen zählen aufgrund ihrer Achsfolge zu den Mountain-Lokomotiven, die von den französischen Eisenbahnern jedoch als moutin [mutɛ̃] bezeichnet wurden.
Anfang der 1960er-Jahre began die Ausmusterung. Im Januar 1969 hatte die SNCF noch 17 Maschinen in Bestand. Die letzten kommerziellen Einsätze fanden am 28. September jenes Jahres statt, als die 241 P 7 letztmals zwischen Clermont-Ferrand und Moret-les-Sablons verkehrte und die 241 P 17 einen Eilgüterzug von Nantes nach Le Mans beförderte. Am 14. November 1969 fuhr die letztgenannte Lokomotive aus eigener Kraft noch nach Le Havre, um an einer Ausstellung teilzunehmen.

## Technik
Die optisch imposante Lokomotive basiert auf den Baugrundsätzen von André Chapelon und gilt als einer der Höhepunkte der Dampflokentwicklung in Europa zu bezeichnen. Sie ist von der 241 C abgeleitet und zeigte aufgrund der überarbeitete Dampfmaschine im Vergleich zu dieser eine Leistungssteigerung von etwa 20 %. Dies wurde erreicht durch eine konsequente Überarbeitung der Dampfwege in der Vierzylinder-Verbundmaschine, insbesondere durch der Verwendung von Abdampfwegen mit großem Durchmesser und minimalen Krümmungen sowie einer doppelten Kylchap-Saugzuganlage. In seiner damaligen Verantwortung konnte Chapelon jedoch nur die Dimensionierung der Dampfleitungen und der Zylinder beeinflussen. Daher konnte die 241 P weder hinsichtlich der Zughakenleistung noch der Laufeigenschaften mit den von Chapelon zuvor entwickelten 240-P-Umbaumaschinen mithalten.
Gegenüber der 241 C wurde der Rahmen verstärkt. Der Treibraddurchmesser von 2020 mm zeigt, dass die Lokomotive kein ausgesprochener Schnellläufer war, sondern vielmehr für Langläufe ausgelegt wurde, was auch durch den großen Tender unterstrichen wird. Die gesamte Lokomotive passte knapp auf eine 24-m-Drehscheibe, andernfalls musste sie wie in Moret auf einem Gleisdreieck gewendet werden. Auffällig sind die großen Durchmesser der Laufachsen, die mit 1000 mm bzw. 1300 mm erheblich ausfallen.
Für den Linksverkehr bei den SNCF sind die Steuerungselemente auf der linken Seite des Führerstands angeordnet. Um maximale Leistungen zu erzielen, war ein Stoker unerlässlich, der bei Bedarf zusätzlich durch Handfeuerung unterstützt werden konnte. Die Förderschnecke des Stokers erforderte eine Kohle mit kleiner Stückgröße, die Criblé special stoker bezeichnet wurde.

## Erhalten gebliebene Lokomotiven

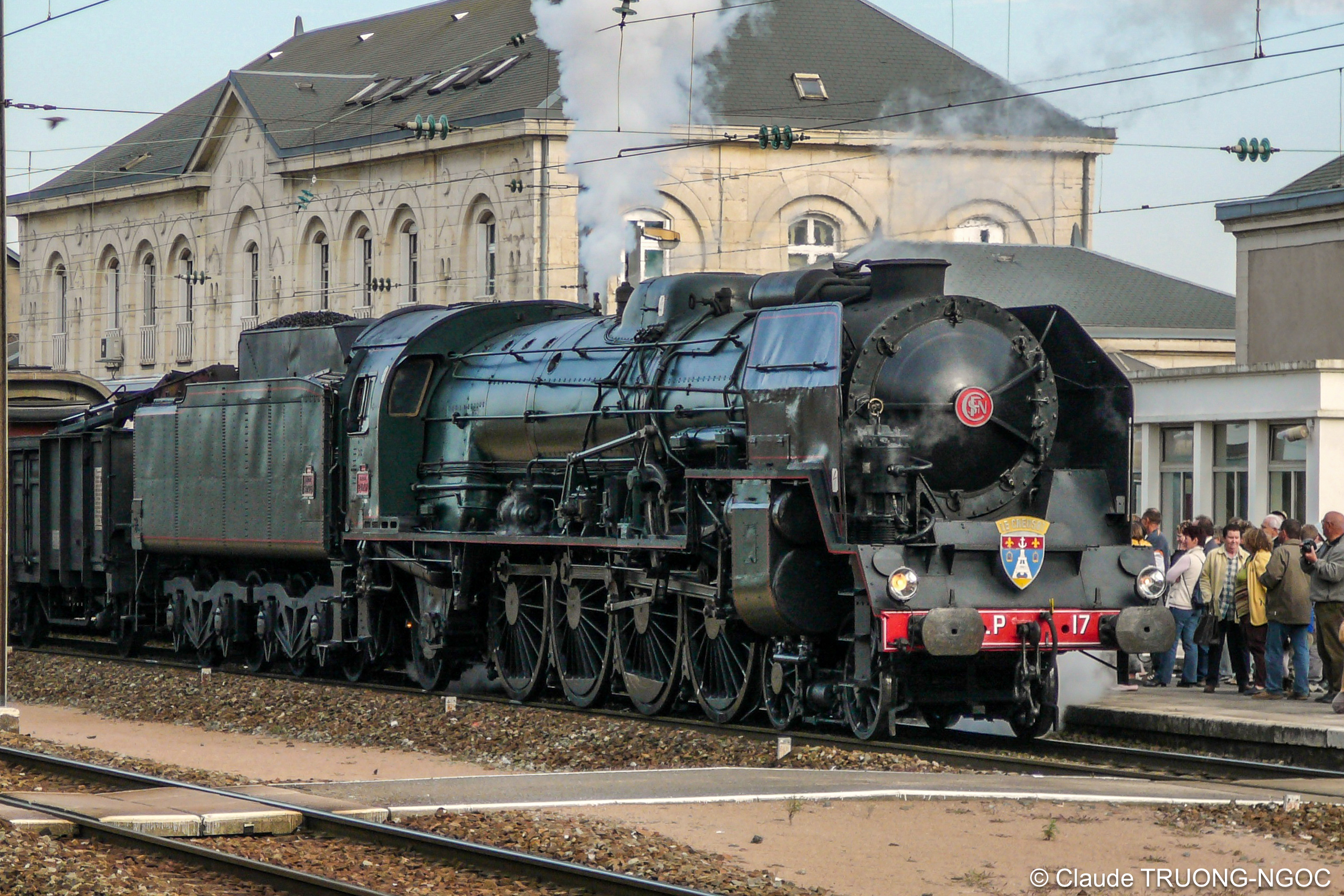
241 P 17 in Dole (2008)

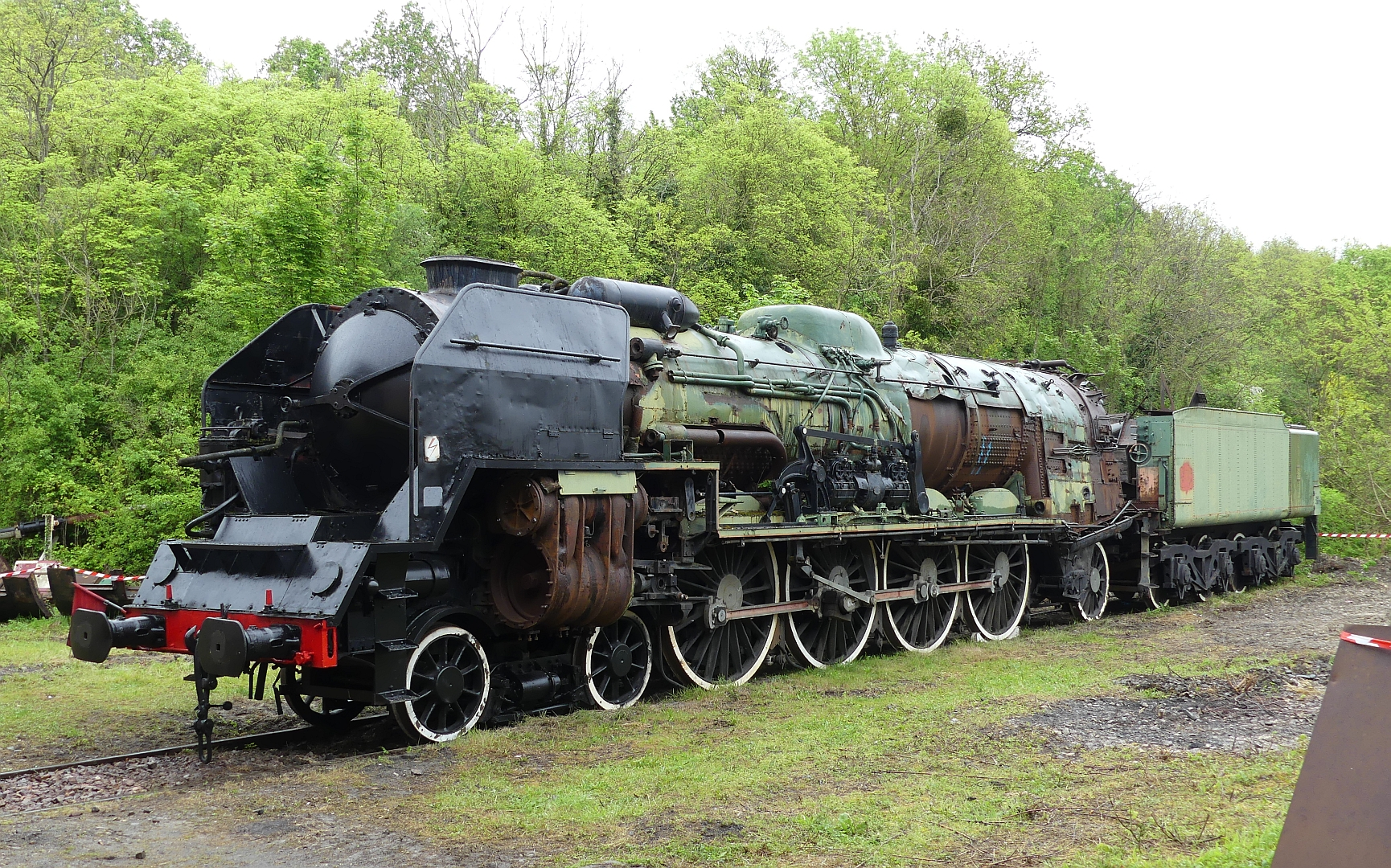
241 P 30 an einem Festival des Musée vivant du chemin de fer (2023)

Vier Lokomotiven  der Baureihe blieben nach der Ausmusterung aus dem aktiven Dienst erhalten:
- Die 241 P 9 wurde im Bahnhofsgelände von Guîtres unter einem Schutzdach abgestellt,[3] kam 2008 nach Toulouse und im Januar 2025 nach Carmaux. Die Lokomotive wird durch den Verein AAATV Midi-Pyrénée betreut.
- Die 241 P 16 steht im Eisenbahnmuseum Mülhausen, auch Cité du Train genannt.
- Die 241 P 17 wurde nach Le Creusot geholt, um sie als Denkmal für die Schneider-Werke aufzustellen. Dieses Vorhaben wurde nicht umgesetzt, stattdessen wurde die Lokomotive nur konserviert und in den Schneider-Werken abgestellt. 1993 wurde mit ihrer betrieblichen Aufarbeitung in Le Creusot begonnen, die nach 13 Jahren im Jahr 2006 mit der Inbetriebnahme der Maschine abgeschlossen wurde. Die Maschine zog zu ihrer Wiederinbetriebnahme Züge mit 200 t Anhängelast mit einer Geschwindigkeit von 100 km/h.
- Die 241 P 30 wurde in die Schweiz verkauft. Zunächst war sie in Vallorbe als Denkmal aufgestellt, wurde jedoch 1997 vom Verein TMC zur Aufarbeitung für eine Wiederinbetriebnahme übernommen. Anschließend wurde sie zusammen mit der 241 A 65  auf einem Fabrikgelände in Pratteln abgestellt. Nachdem der Verein aufgelöst worden war, erwarb der Verein Vapeur Val-de-Travers (VVT) die Lokomotive und überführte sie im August 2003 nach Saint-Sulpice, wo sie an Betriebstagen des VVTs ausgestellt wird. Eine betriebsfähige Aufarbeitung war aufgrund einer fehlenden Finanzierung nicht möglich.[3] Die Lokomotive wurde von der Association de jeunes pour l'entretien et la conservation des trains d'autrefois (AJECTA) übernommen und im Juni 2019 zum Musée vivant du chemin de fer nach Longueville (Seine-et-Marne) überführt. Eine Aufarbeitung als statische Museumslokomotive ist vorgesehen.[4]